# Stadthagen
Stadthagen (pronunciación en alemán: /ʃtatˈhaːɡn̩/ⓘ) es una población alemana, del estado de Baja Sajonia, capital del distrito de Schaumburg. Está situada a unos 20 km al este de la ciudad de Minden y a 40 km al oeste de Hanover. La ciudad está compuesta por los distritos de Brandenburg, Enzen-Hobbensen, Hörkamp-Langenbruch, Krebshagen, Obernwöhren, Probsthagen, Reinsen y Wendthagen-Ehlen. Anteriormente, también existían los distritos de Habichhorst, Bruchhof, Blyinghausen, Enzen y Hobbensen. 
Stadthagen se encuentra incluida en la ruta turística de arquitectura de entramados alemana

## Historia
Hacia el año 1224, el conde Adolf III de Holstein creó una nueva población a los pies de la sierra de Bückeberg. Su emplazamiento cercano a la ruta Hellweg es testimonio de su visión estratégica y comercial. En 1287 la ciudad cambió su nombre a Grevenalveshagen (El recinto del conde Adolfo) y finalmente adquirió su nombre actual de Stadthagen en 1287. Otros puntos destacados de la historia temprana de la ciudad son la adquisición del sello de ciudad en 1320 y el otorgamiento de los privilegios de ciudad en 1344.
Se levantaron alrededor de 1.400 fortificaciones de piedra, de las que solo permanecen, la torre en el mercado de ganado, una pequeña torre en el Castillo y una parte de las secciones de la muralla de la ciudad.
En 1501 se inició las actividades de minería del carbón que han permanecido activas hasta 1961. En 1559 el conde Otto IV. (Schaumburg) introdujo el luteranismo en la población. Su predecesor el conde Adolf XI encargó la construcción del actual castillo al arquitecto Jörg Unkair de Tübingen. Fue levantado entre 1534 y 1538 en el lugar ocupado por uno anterior y constituye uno de los ejemplos más notables de castillos de la primera parte del renacimiento en Baja Sajonia.  En 1607 el príncipe Ernesto de Schaumburg trasladó su residencia de Stadthagen a Bückeburg. El liceo de 1610 fue elevada a la categoría de universidad en 1620, aunque poco después se trasladó a Rinteln. En los años 1620-1627 fue erigido el Mausoleo del Príncipe con el monumento resurrección de Adriaen de Vries.
En 1918, al término de la monarquía se constituyó el Estado Libre de Schaumburg- Lippe. En la Segunda Guerra Mundial, el 9 de abril de 1945, el pueblo fue tomado sin oposición, por las tropas estadounidenses, sin sufrir daños.
En 1948 se convirtió Stadthagen en centro administrativo del distrito recién formado de Schaumburg- Lippe y en 1977 del nuevo distrito de Schaumburg. La población de Stadthagen aumentó a 23.000 personas en 1973, debido a la fusión con las comunidades de los alrededores en virtud de la reforma del gobierno local. Posteriormente, en 1982, se construyó un nuevo centro administrativo de la ciudad en el lugar que ocupaba una antigua fábrica de cerveza.